# Rysk-turkiska kriget (1768–1774)
Rysk-turkiska kriget (1768–1774) utkämpades mellan Kejsardömet Ryssland och Osmanska riket. Kriget avslutades genom fredsavtalet i Küçük Kaynarca den 21 juli 1774 och ledde till att det ryska väldet utvidgades söderut och österut i norra Kaukasus och de södra delarna av nuvarande Ukraina. Krimkhanatet förklarades självständigt men blev i verkligheten beroende av Ryssland. Ryssland tillerkändes ett stort krigsskadestånd och tillgång till två hamnar vid Svarta havet. Katarina den Stora inbjöd därefter mennoniter att komma till de erövrade områdena och odla upp den karga stäppen, mot löften om religionsfrihet.

## Bakgrund
Under Katarina II hade Ryssland genom ambassadören Nikolaj Repnin och den ryskvänlige polske regenten Stanisław II politisk kontroll över det Polsk-litauiska samväldet, något som 1768 ledde till att samväldet blev ett ryskt protektorat. Det politiska läget i Polen var dock spänt och ledde till revolter av adeln, kyrkan och bönderna. I den befästa staden Bar i nuvarande Ukraina skapades i februari 1768 en konfederation under ledning av adelsmannen Kazimierz Pułaski som under sommaren hade fått ihop en styrka på 8,000 man, men konfederationen var fortfarande militärt underlägsen Ryssland vilka till slut kunde besegra konfederationen i Podolien. Den 20 juni kunde Ryssland inta fästningen i Bar och de överlevande konfederateristerna flydde över gränsen till Osmanska riket. Repnin kunde slå ner de polska revolterna, men det blev allt svårare när de spred sig genom landet och till slut var det mycket svårt för Katarina II att behålla kontrollen över Polen.
De flyende polackerna förföljdes in i det Osmanska riket av kosackförband. Sultanen Mustafa III mottog rapporter om att staden Balta hade blivit brutalt attackerad av zaporogkosacker för Rysslands räkning. Ryssland nekade till anklagelserna, men på inrådan av både den franska ambassaden och sina egna rådgivare så lät Mustafa III i oktober fängsla hela den ryska ambassaden och förklara krig mot Ryssland.
Samtidigt hade myndigheterna i det Osmanska riket börjat bli mer dysfunktionella och fått svårare att effektivt sköta rikets administration, speciellt i militärt avseende. Många av landets janitsjarer och imamer var missnöjda med sultanen Mustafa IIIs politik och stod på gränsen till öppet uppror. Det Osmanska riket stod också inför ett eventuellt militärt hot i öster från vad som senare skulle bli ett åteförenat persiskt rike under Qajardynastin.